# Seznam britanskih dramatikov
Seznam britanskih dramatikov.

## A
- John Arden (1930–2012)
- Alan Ayckbourn

## B
- Peter Barnes
- J. M. Barrie
- Robert Bolt
- John Bowen

## C
- Caryl Churchill

## D
- Nell Dunn
- Lawrence Durrell

## E
- David Edgar
- Martin Esslin
- Ben Elton

## F
- Michael Frayn

## G
- John Galsworthy
- Trevor Griffiths
- Jim Grover

## H
- Willis Edward Hall (1929–2005)
- David Hare
- Ronald Harwood (1934–2020)
- John Hodge

## K
- Sarah Kane

## L
- Deborah Levy
- Saunders Lewis
- Henry Livings

## M
- David Mercer

## N
- Peter Nichols

## O
- John Osborne

## P
- Harold Pinter
- J. B. Priestley

## R
- Terence Rattigan

## S
- Anthony Shaffer
- Peter Shaffer
- William Shakespeare
- R. C. Sherriff
- Dodie Smith
- Simon Stephens
- Tom Stoppard
- David Storey
- Alfred Sutro

## W
- Keith Waterhouse
- Timberlake Wertenbaker
- Arnold Wesker
- Emlyn Williams